# 圣东会
伦敦的圣东会（英語：Oriental Club）是一个成立于1824年的私人俱乐部（一开始仅限男性，从2010年开始接受女性）。查尔斯·格雷夫斯曾描述它为和怀特俱乐部地位一样，但却有更大潜力的俱乐部。 它现在坐落于斯特拉特福广场，靠近牛津街和邦德街，伦敦W1。该俱乐部的主席是惠灵顿公爵。加入俱乐部需要两名以上的已加入该俱乐部超过五年的成员介绍方可。